# Rue Général Eenens
Pour les articles homonymes, voir Eenens.
La rue Général Eenens (en néerlandais : Generaal Eenensstraat) est une rue bruxelloise de la commune de Schaerbeek qui va de la place Colignon jusqu'au carrefour de la chaussée de Helmet et de la rue Van Ysendyck en passant par la rue des Ailes, la rue Camille Simoens, la rue Metsys et l'avenue Voltaire.
La numérotation des habitations va de 1 à 97 pour le côté impair et de 2 à 98 pour le côté pair.
La rue porte le nom d'un militaire belge, Alexis-Michel Eenens, né à Bruxelles le 29 juin 1805 et mort à Schaerbeek le 9 janvier 1883.

## Adresses notables
- no 41 : Maison du Foyer Schaerbeekois (maison passive)[1]
- no 65 : Immeuble du Foyer Schaerbeekois
- no 66 : Institut communal d'enseignement technique Frans Fischer

## Galerie de photos

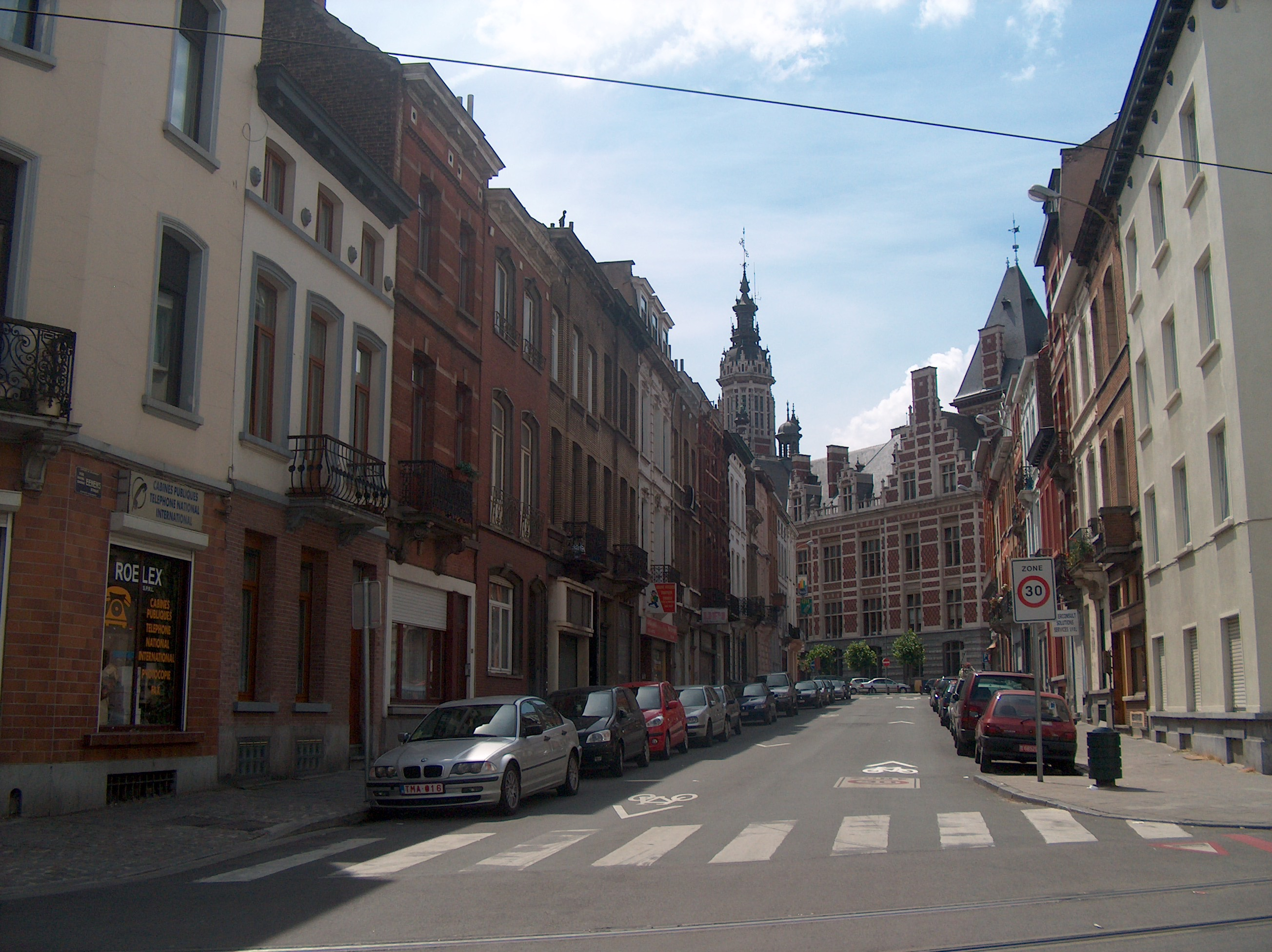
La rue Général Eenens et l'hôtel communal dans le fond